# 8,8-cm-Pak 43
Die 8,8-cm-Pak 43 war eine Panzerabwehrkanone (Pak) der deutschen Wehrmacht mit der Kaliberlänge L/71, die hauptsächlich in breit- und tiefgestaffelter Aufstellung die örtliche Panzerabwehr der Panzerjägertruppe gegen einen Durchbruch feindlicher Panzerverbände absichern sollte.

## Entwicklung Spreizlafetten Pak 43

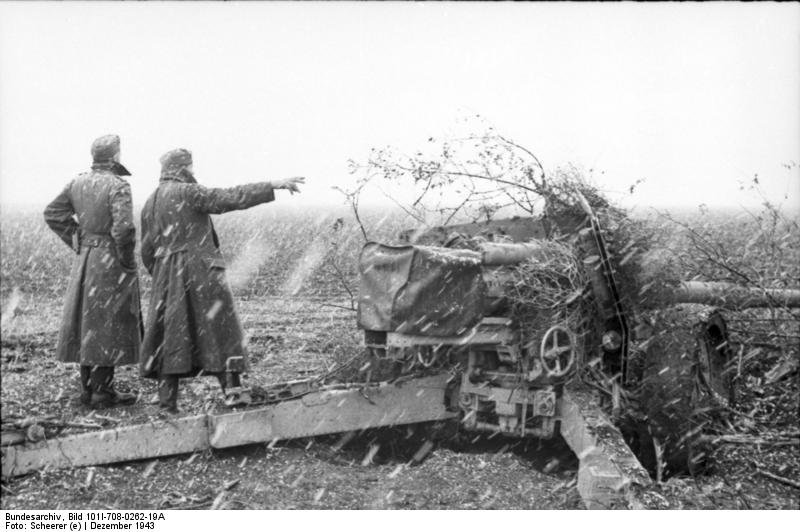
Einsatz in der Sowjetunion

Von Adolf Hitler kam im Sommer 1942 die Forderung nach einer Panzerjägerkanone, welche ähnliche oder bessere Leistungen hatte als die 8,8-cm-Flak 41. Daraufhin begann die Friedrich Krupp AG und Rheinmetall mit den Entwicklungen. Während Rheinmetall mit der Entwicklung der 8,8-cm-Flak 42 begann, konzentrierte man sich bei Krupp auf eine eigene 8,8-cm-Pak. Voraussetzung war es, dass beide Waffen die 8,8-cm-Flak-Patronen-41 verschießen konnten. Krupp konnte bei der Entwicklung der neuen Pak schon auf die Erfahrungen bei der entwickelten 8,8-cm-Kw. K. 41 zurückgreifen.
Mitte Juni 1942 wurden gemäß dem „Überblick über den Stand der Entwicklungen beim Heer“ Nr. 661/42 die Firmen Rheinmetall und Krupp offiziell beauftragt, eine 8,8-cm-Pak 43 zu entwickeln. Maßgebend waren wie oben genannt, die von der bereits entwickelten 8,8-cm-Flak 41 bekannten Leistungsparameter in Mündungsgeschwindigkeit (V0 = 1000 m/s) und Durchschlagleistung (160 mm aus 1000 m unter 60° Neigung). Im Endeffekt ging aus diesem ursprünglichen Projekt die Waffe, die anfänglich mit durchgehendem Rohr gefertigten und in der ersten Ausführung des Jagdpanthers verbauten Pak 43/3 (L/71) hervor.
Für die Panzerjägerkanone wird dann im „Überblick über den Stand der Entwicklungen beim Heer“ per 1. Dezember 1942 die Waffe 8,8-cm-Pak 43/41 aufgeführt. Einmal für Räderlafette und auch für Fahrgestelle der Panzerkampfwagen III und IV (Sf.). Das Fertigungsziel waren 500 Stück bis zum 12. Mai 1943. Im nächsten Bericht vom 1. März 1943 hieß es, dass im Februar 1943 vom Heereswaffenamt ein Geschütz in Räderlafette und 22 für Selbstfahrlafetten abgenommen wurden.
Während einer Besprechung am 11. September 1942 zwischen Wa. Prüf. 4, Krupp und Rheinmetall wurde festgelegt, dass eine neue zweiteilige Waffe konstruiert werden sollte. Nur wenig kürzer (−18 mm) als die 8,8-cm-KwK 43 (6298 mm) aber deutlich kürzer als das Rohr der 8,8-cm-Flak 41. Weiterhin sollte dieses Geschütz die von Rheinmetall neu entwickelte 8,8-cm-Flak-Patrone-42 verschießen. Um die Waffe schnell als Panzerjägerkanone verfügbar zu machen, wurde aus Vereinfachungsgründen mit leichten Anpassungen die schon entworfene Spreizlafette der nicht eingeführten Rheinmetall „10,5-cm leichte Kanone 41 L/40“ verwendet. Die Zeichnungen für diese Pak 43/41 sollten bis zum 31. Oktober 1942 fertig sein. Ein Versuchsgeschütz wurde am 20. Dezember 1942 bei Schießproben eingesetzt.
Wichtiges technisches Unterscheidungsmerkmal der Waffe ist ein horizontaler Schubkurbelkeilverschluss, Räder der s. F. H. 18 und Holme der leichten Feldhaubitze.

## Produktion
Entgegen mancher Aussagen in der Nachkriegsliteratur handelte es sich also anfänglich um das Geschütz in Spreizlafette das mit der Bezeichnung 8,8-cm-Pak 43/41 eingeführt wurde. Diese Waffe wurde damit von Februar 1943 bis August 1944 in einer Stückzahl von 1403 Geschützen gefertigt. Der Herstellungspreis des Geschützes betrug 26.400 RM.

## Entwicklung Kreuzlafette Pak 43
Im „Überblick über den Rüstungsstand des Heeres – Waffen und Geräte“ vom 1. Januar 1944 wurden erstmals sechs Geschütze 8,8-cm-Pak 43 mit „Kreuzachsenlafette“ aufgeführt. Dadurch wurde aus der bisherigen Pak 43/41 nun die Pak 43, wobei nicht mehr erkennbar ist, wie viele dieser Waffen nun für den Einbau in Selbstfahrlafetten verwendet wurden. Dies war bis zu diesem Zeitpunkt möglich, da die Bezeichnung 43/41 für diese Waffen verwendet wurde. Mit der Kreuzlafette wurde für diese Waffe nun die horizontale Schwenkung um 360 Grad ermöglicht, da bei der nun als Pak 43/41 bezeichneten Spreizlafette nur ein groberes horizontales Richten durch Schwenken der gesamten, sehr schweren Waffe möglich war.
Bis zum 400. Geschütz wurde die Waffe mit zwei luftbereiften Sonderanhänger-204-Fahrgestellen ausgeliefert, die aus zwei abnehmbaren Einachsanhängern bestanden. Danach kamen vereinfachte Anhänger mit einer Vollgummibereifung auf Blechscheibenrädern zum Einsatz. Zum Feuern vom Fahrgestell konnte von den seitlich ausschwenkbaren Seitenholmen eine daran befestigte klappbare Stütze nach unten geklappt werden um die Waffe bei Quer- bzw. Rundumfeuer zu stabilisieren.
Charakteristisch ist der halbautomatische Fallblockverschluss und ein großer, schräger Schutzschild. Durch den neuen Schild und das Absetzen von den Anhängern wies sie ein deutlich niedrigeres Profil als die 8,8-cm-Flugabwehrkanonen und die Pak 43/41 auf, was die Tarnmöglichkeit stark verbesserte.
Von der Pak 43 in Kreuzlafette wurden 2098 Stück produziert. Hersteller waren die Firma Henschel & Sohn in Kassel und das Eisenwerk Weserhütte in Bad Oeynhausen.
Die Lebensdauer eines Rohres betrug 2000 Schuss (1200 Schuss mit PzGr. 39/43).

## Munition
| Pak 43                             | Panzergranate 39/43 | Panzergranate 40/43 (Hartkern) | Sprenggranate 43 |
| Gewicht                            | 10,2 kg             | 7,3 kg                         | 9,4 kg           |
| Mündungsgeschwindigkeit            | 1000 m/s            | 1130 m/s                       | 750 m/s          |
| Durchschlag bei 60° Auftreffwinkel |                     |                                |                  |
| aus 0 m Entfernung                 | 198 mm              | 265 mm                         |                  |
| aus 500 m Entfernung               | 182 mm              | 226 mm                         |                  |
| aus 1000 m Entfernung              | 167 mm              | 192 mm                         |                  |
| aus 1500 m Entfernung              | 153 mm              | 162 mm                         |                  |
| aus 2000 m Entfernung              | 139 mm              | 136 mm                         |                  |
| aus 2500 m Entfernung              | 127 mm              | 114 mm                         |                  |
| Durchschlag bei 90° Auftreffwinkel |                     |                                |                  |
| aus 0 m Entfernung                 | 225 mm              | 311 mm                         |                  |
| aus 500 m Entfernung               | 207 mm              | 274 mm                         |                  |
| aus 1000 m Entfernung              | 190 mm              | 241 mm                         |                  |
| aus 1500 m Entfernung              | 174 mm              | 211 mm                         |                  |
| aus 2000 m Entfernung              | 159 mm              | 184 mm                         |                  |
| aus 2500 m Entfernung              | 145 mm              | 159 mm                         |                  |

## Einsatz
Das Waffensystem zählte neben der 12,8-cm-Pak 44 zu den leistungsstärksten Panzerabwehrkanonen der deutschen Wehrmacht. Viele Panzerfahrzeuge trugen Versionen dieser Waffe unter verschiedenen Bezeichnungen: Panzerkampfwagen VI Tiger II (KwK 43 L/71), Selbstfahrlafette Nashorn (Pak 43/1), Panzerjäger Ferdinand/Elefant (Pak 43/2) sowie der Jagdpanzer Jagdpanther (Pak 43/3 und 43/4). Die als Pak 43/41 bekannte Version war zwar leistungsstark, aber schwierig zu bedienen. Die Pak 43/41 hatte wegen ihrer Höhe den Spitznamen „Scheunentor“, war aber dennoch leistungsfähig. Berichte aus der Kriegszeit sprechen immer wieder von T-34-Panzern, denen ein Frontaltreffer den gesamten Turm abriss. Außerdem wird von einer Pak 43/41 berichtet, die sechs sowjetische Panzerfahrzeuge auf eine Entfernung von 3500 m abgeschossen haben soll. Laut General Maximilian Fretter-Pico erwies sie sich allerdings als zu schwer für den Bewegungskrieg.
Die Pak 43 kam vor allem bei schweren Panzerjäger-Kompanien des Heeres und der Waffen-SS zum Einsatz. Diese Einheiten umfassten zwölf Geschütze und 192 Mann (2 Offiziere, 27 Unteroffiziere und 162 Mannschaftsdienstgrade). Als Zugmaschinen für die Geschütze fungierten das Sd.Kfz. 6 oder Sd.Kfz. 7 oder auch der schwere Wehrmachtschlepper.

## Varianten
Das Äquivalent zu diesem Waffensystem als Turmkanone im Panzerwagen oder Kampfpanzer war die Kampfwagenkanone 8,8-cm-KwK 43, sowie die baugleiche Panzerjägerkanone (kurz: PjK) 8,8-cm-PjK 43 im Jagdpanzer. Auf Selbstfahrlafetten (z. B.: Panzerjäger „Nashorn“) war trotz Baugleichheit mit der KwK/PjK-Ausführung auch die Bezeichnung Pak möglich.

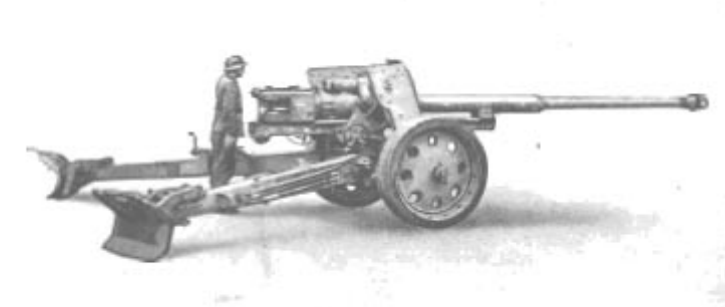
8,8 cm Pak 43-41 mit Spreizlafette in Feuerstellung
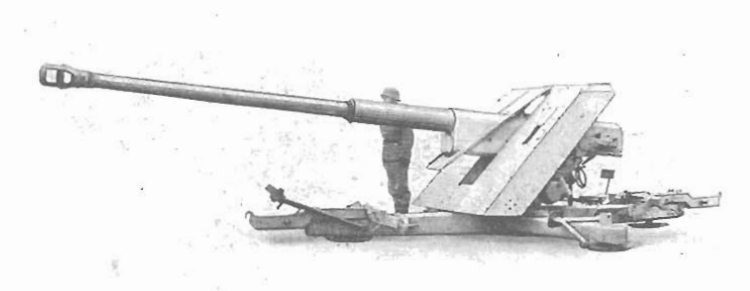
8,8 cm Pak 43 auf Kreuzlafette in Feuerstellung
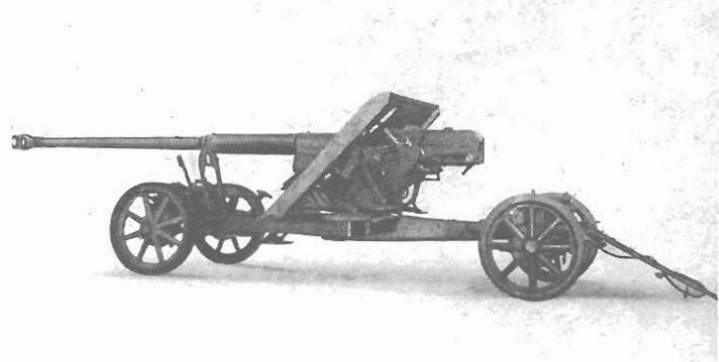
8,8 cm Pak 43 auf Kreuzlafette auf Fahrgestell
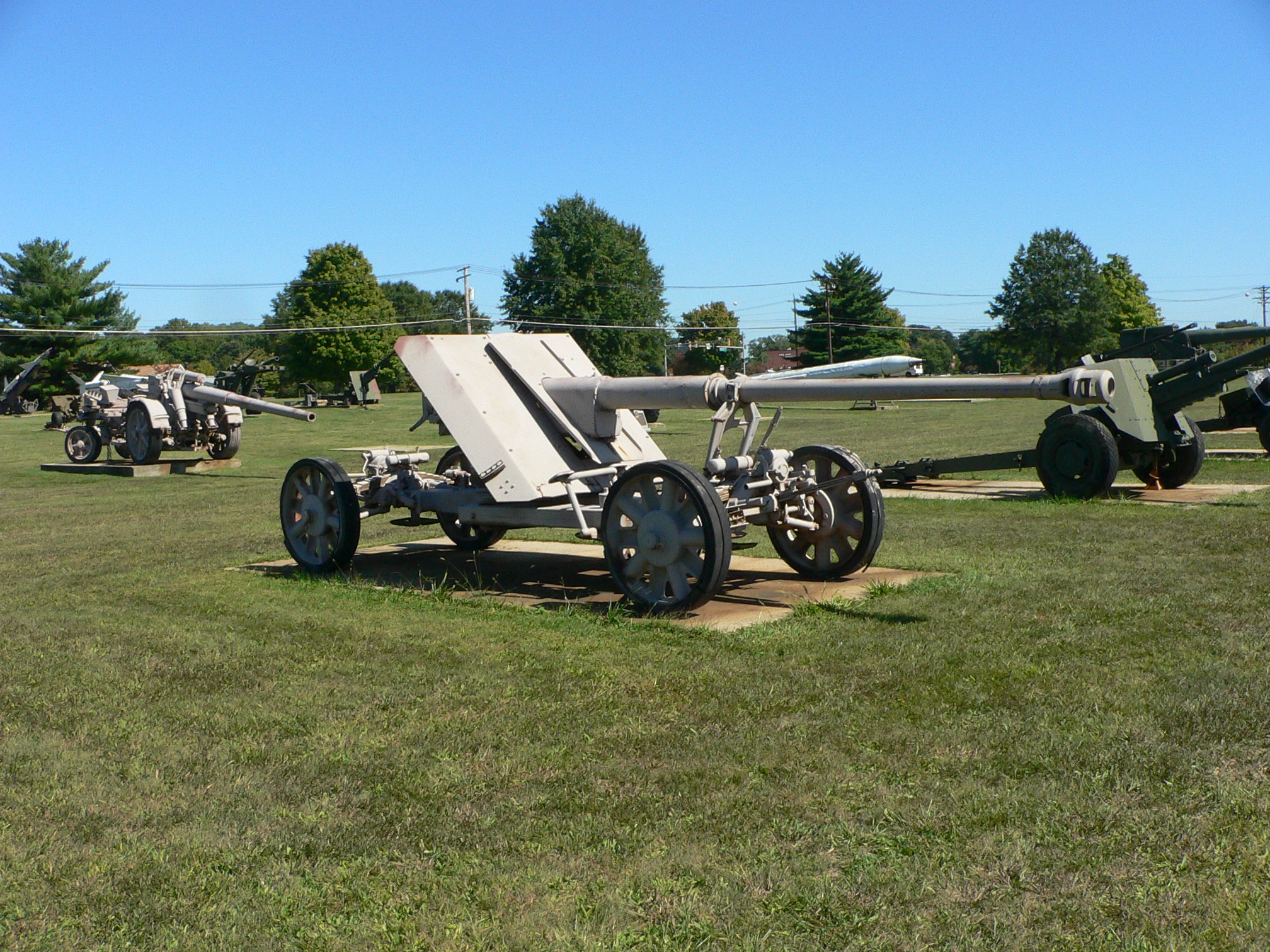
Pak 43 auf Kreuzlafette im United States Army Ordnance Museum
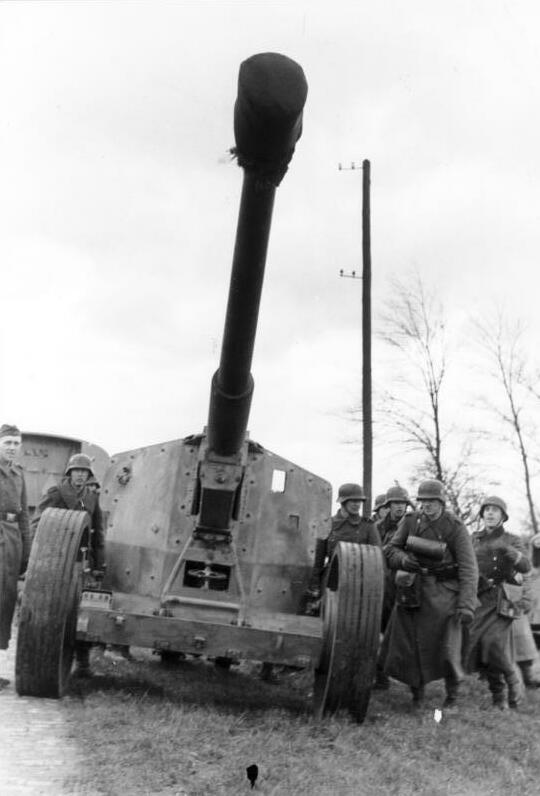
Pak 43/41 mit Spreizlafette
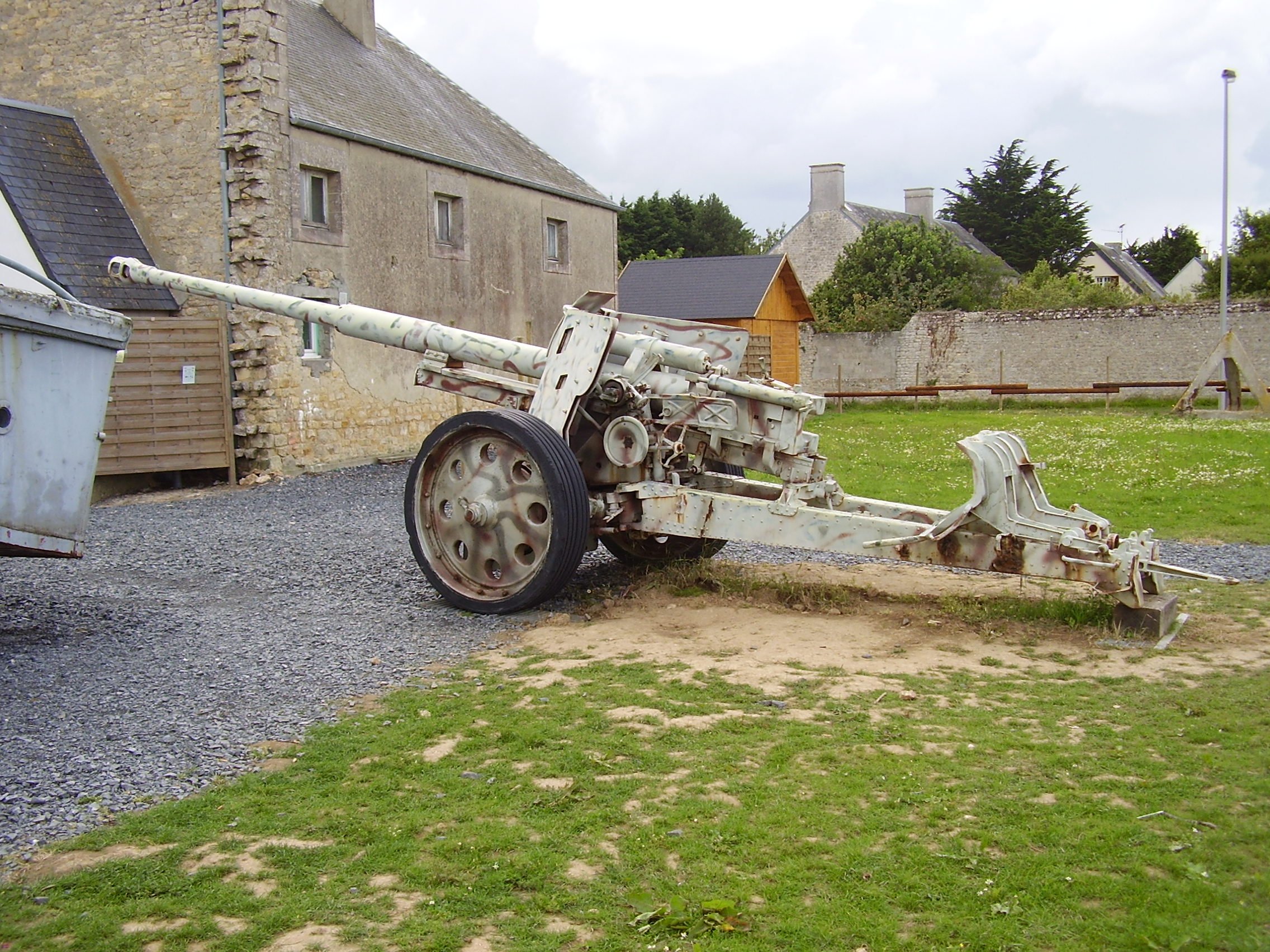
Pak 43/41 auf Spreizlafette D-Day Museum 2008
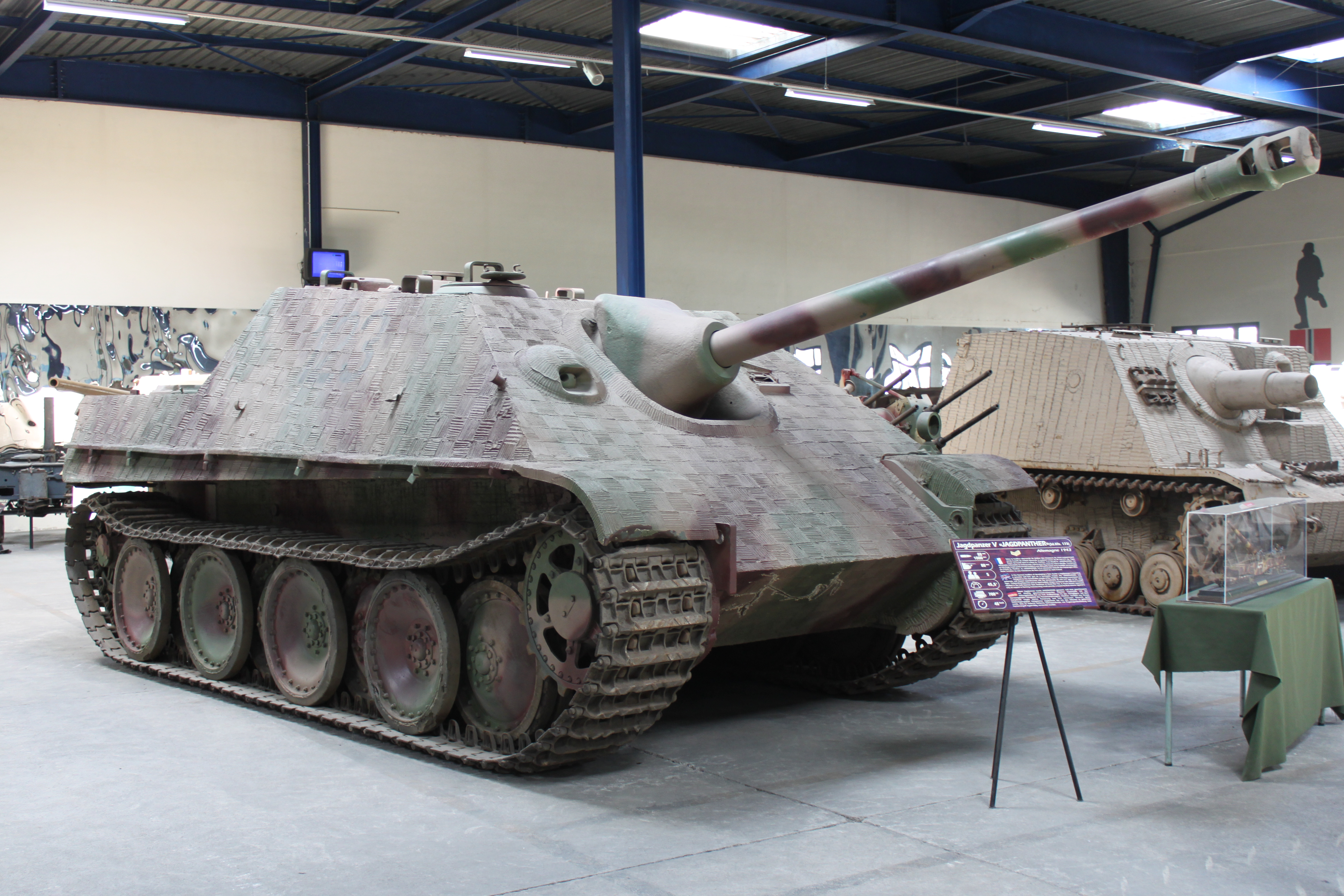
Jagdpanther im Musée des Blindés, Saumur
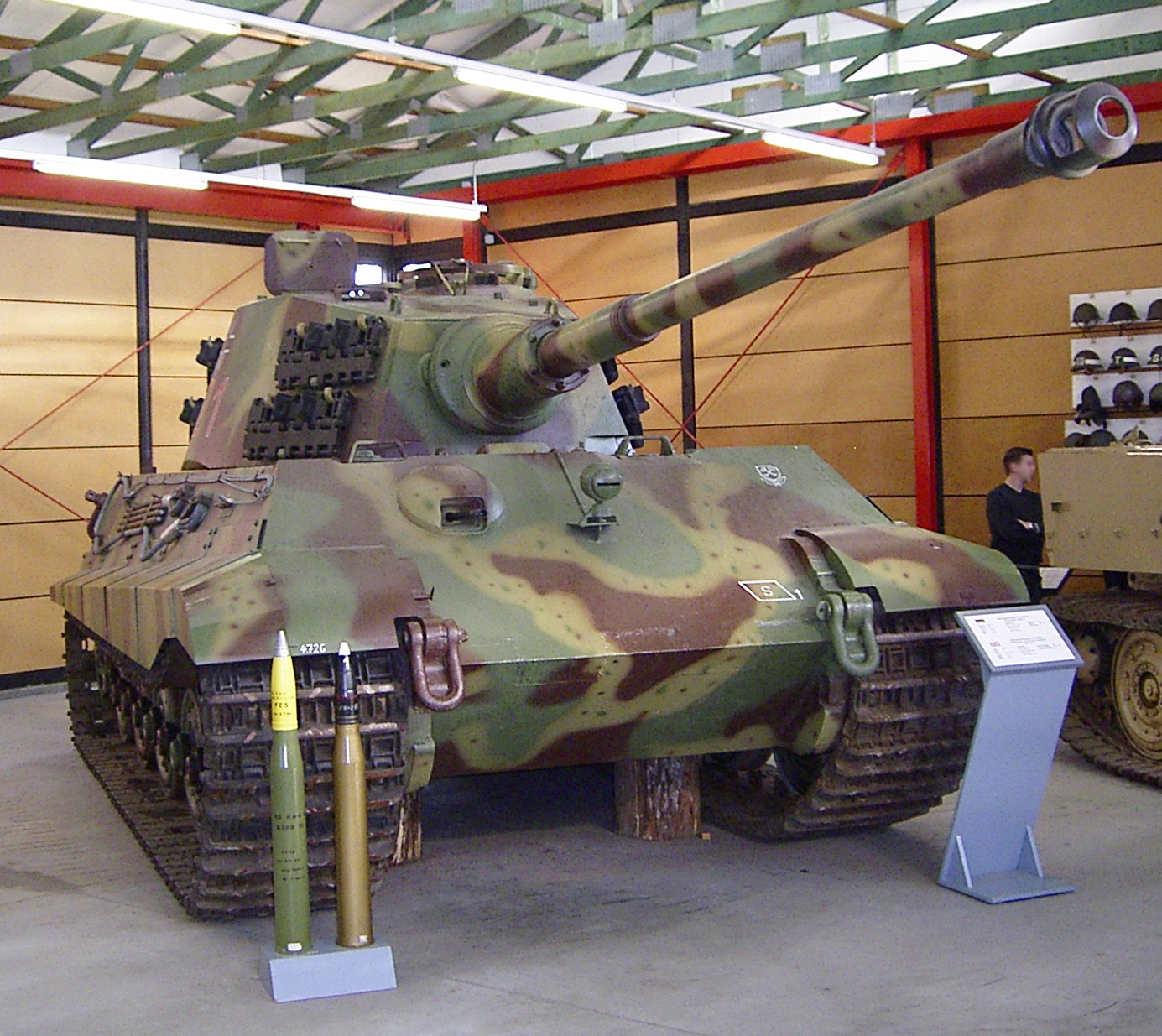
Tiger II im Deutschen Panzermuseum Munster